# Sebő Ödön
Vitéz Sebő Ödön (Nagykanizsa, 1920. július 17. – 2004. május 9.) magyar katonatiszt, főhadnagy. 1944 őszén a magyar királyi 32.  székely honvéd határvadász-zászlóalj egyik tisztjeként embereivel hatalmas túlerő ellen védelmezte a Gyimesi-szorost. A halálra ítélt zászlóalj című könyvében írta meg emlékezéseit.

## Élete

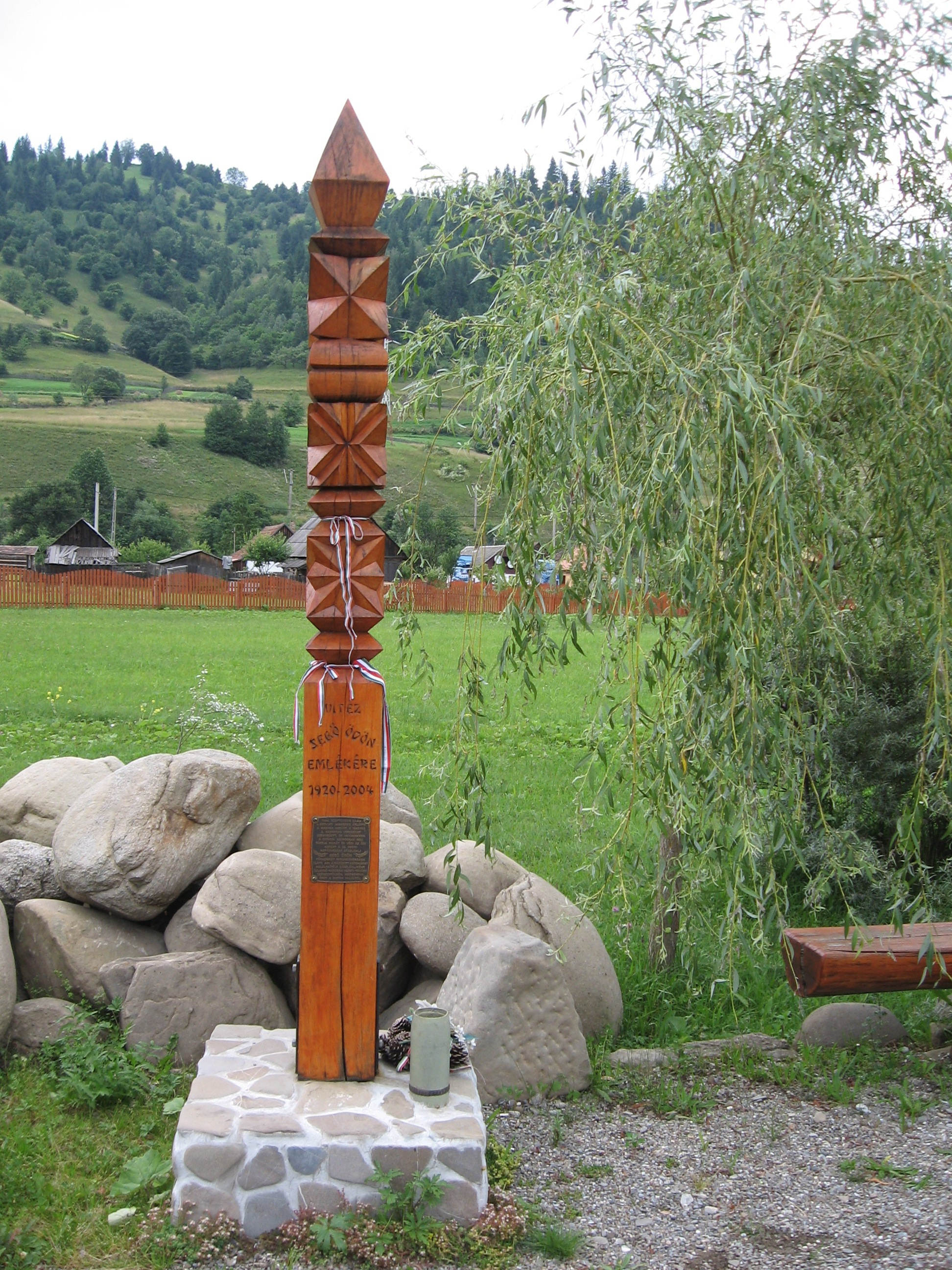
Sebő Ödön kopjafája

1938-ban Székesfehérváron érettségizett. 18 évesen, korengedéllyel vonult be az 1. budapesti gyalogezredhez. 1940-ben felvették a Ludovika Akadémiára, ahol 1942-ben hadnaggyá avatták. Évfolyam másodikként Gyimesfelsőlokra a 32. határvadász zászlóaljhoz kérte magát.
1944 januárjában főhadnaggyá nevezték ki és tavasszal megkapta a gyimesbükki őrs parancsnoki tisztét is.
1944. augusztus 28-a környékén kezdtek beszivárogni az orosz csapatok a határ közelébe. Ekkorra már átvette a völgyben levő csapatok felett (a németekén is!) a parancsnokságot és megszervezte a határvonalon a védelmet. Csapatait olyan jól irányította és mozgatta, hogy a szovjet parancsnokság nagy erőket sejtett Gyimesbükk környékén.
Mintegy háromhetes nagyon kemény, helyenként öldöklő kézitusába torkolló harcok után meg kellett terveznie a csapatai visszavonulását. A Csíki-medencében északi irányba nyomuló orosz csapatok miatt a bekerítés fenyegette.
1944. szeptember 16-án este megkezdte a csapatai kivonását a völgyből egy hatalmas vihar közepette. A Kovás-patakán keresztül sikeresen kijutott a Felcsíki-medencébe, Csíkszentdomokosra.
A kitörés után Sebő Ödön a 22. gyalog tábori pótezred zászlóaljának parancsnokaként a rábízott katonákat tovább vezette a Székelyföldön, Felvidéken, Csehországon át Németországig, folyamatosan hátvédként, állandó harcban, „halálra ítélt zászlóaljként".
1945. április végén Nabburg város közelében esett amerikai fogságba.
1946 tavaszán érkezett vissza Magyarországra.
Fia Sebő Ferenc építészmérnök, énekes, zenész, népzenekutató, a hazai hangszeres népzenei és táncházmozgalom egyik elindítója, a Sebő Együttes vezetője.

## Emlékezete

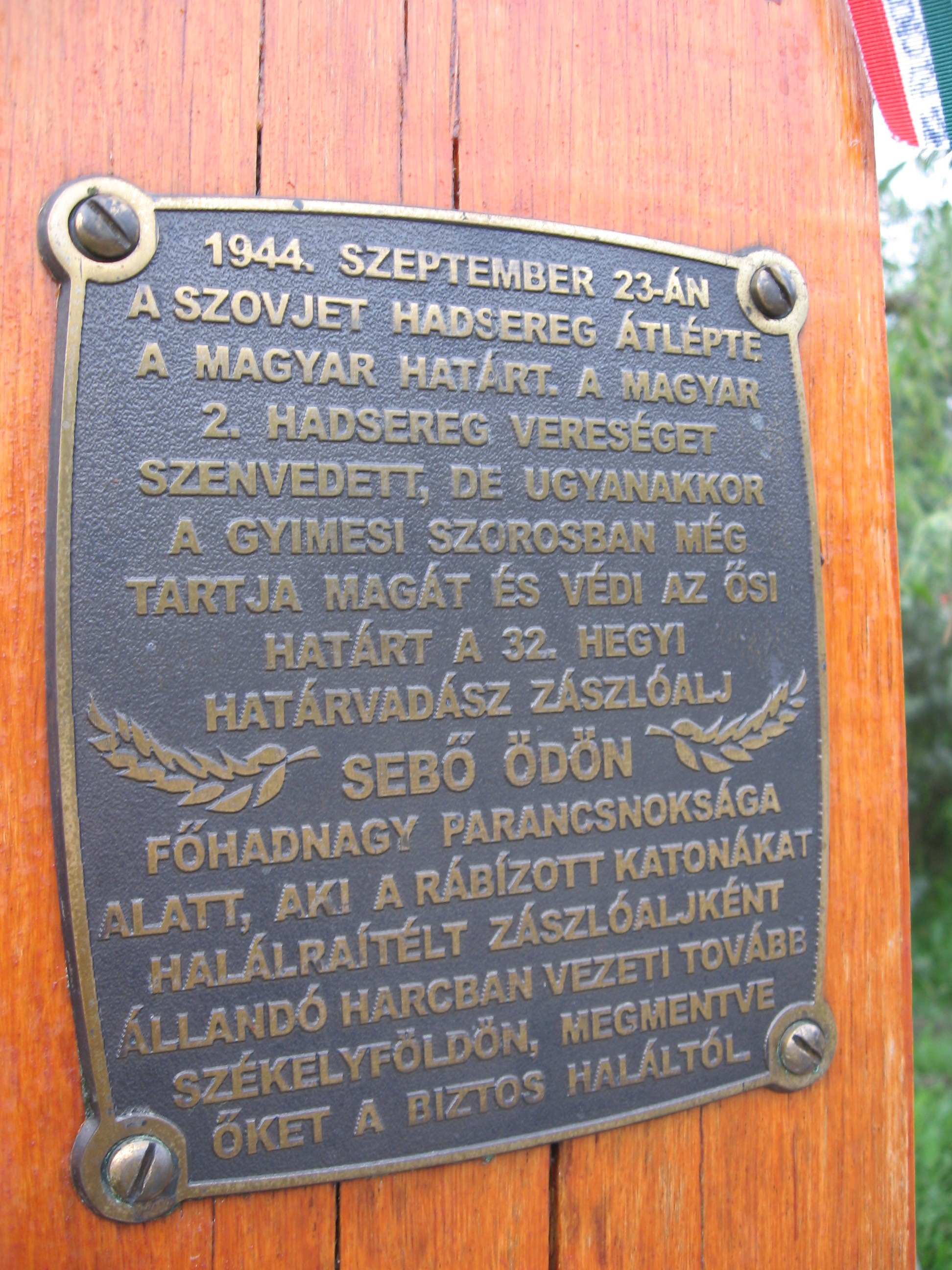
Sebő Ödön kopjafafelirata

2003-ban, Sebő Ödön közreműködésével, Osgyáni Gábor rendezésében 60 perces dokumentumfilm készült Hegyivadász a Kárpátokban (Gyimesi-szoros, 1944) címmel.
- Csillagösvényen 4. – A halálraítélt zászlóalj
- Gyimesbükkön kopjafa és mellszobor őrzi emlékét.[5]
- Az Ugra tetőn 2012-ben emlékkeresztet állítottak[6]
- 32-es határvadászok emléktúrája.[7]
- A Hazajáró Naskalat – A halálraítélt zászlóalj nyomában című műsora[8]